# Kanton Embrun
Kanton Embrun (fr. Canton d'Embrun) je francouzský kanton v departementu Hautes-Alpes v regionu Provence-Alpes-Côte d'Azur. Tvoří ho osm obcí.

## Obce kantonu
- Baratier
- Châteauroux-les-Alpes
- Crévoux
- Crots
- Embrun
- Les Orres
- Saint-André-d'Embrun
- Saint-Sauveur (Hautes-Alpes)